# Pollione Ronzi
Pollione Ronzi (1832 o 1833 – Milano, settembre 1915) è stato un tenore, compositore e direttore d'orchestra italiano.

## Biografia
Cantò in molti importanti teatri lirici in Italia, tra cui il Teatro alla Scala di Milano. 
Nel 1867, si esibì al teatro dell'opera a Livorno nel ruolo di Egidio ne La contessa d'Amalfi di Errico Petrella. Nel 1871 cantò il ruolo di Rodrigo in Otello di Gioachino Rossini al Teatro Regio di Torino.  Nel 1874 divenne direttore del Teatro Manzoni di Milano. Nel 1876 cantò, in recital, accanto alla soprano Ida Corani, con Clara Schumann come accompagnatrice, nella stagione concertistica della Royal Philharmonic Society di Londra. Aveva già cantato in concerti orchestrali con la RPS un anno prima sotto la direzione di William Cusins.
Come compositore, Ronzi è noto soprattutto per le sue opere. La sua prima opera, Gastone di Anverse, fu presentata per la prima volta al Teatro della Pergola a Firenze nell'autunno del 1853. Questa fu seguita, nel 1854, da Buon Gusto, che fu rappresentata per la prima volta al Teatro di San Carlo. La sua opera, Dea, fu presentata per la prima volta alla Wiener Staatsoper il 4 agosto 1894.
All'inizio del XX secolo, fu attivo come insegnante di canto a Napoli e Milano. Tra i suoi allievi illustri il soprano Isa Kremer e il tenore Franco De Gregorio.